# Nu vilans dag förflutit
Nu vilans dag förflutit är en aftonpsalm av Lars Johan Nyblom (1844-1908) som trycktes 1911 och bearbetades av Jan Arvid Hellström 1980. 
Melodin är en tonsättning från 1539 som enligt Koralbok för Nya psalmer, 1921 också är samma melodi som används till psalmen Nu vilar hela jorden (1819 nr 442). Enligt 1986 års psalmbok är den komponerad av Heinrich Isaac cirka 1500.

## Tryckta utgåvor
- Nr 653 i Nya psalmer 1921, tillägget till 1819 års psalmbok under rubriken "Tidens skiften: Morgon och aftonpsalmer: På söndagens aftonn".
- Nr 751 i Sionstoner 1935 under rubriken "Vilodagen".
- Nr 454 i 1937 års psalmbok under rubriken "På söndagens afton".
- Nr 513 i Svenska kyrkans egen del av 1986 års psalmbok under rubriken "Söndagskväll".